# Улюн
Улю́н — улус в Баргузинском районе Бурятии. Административный центр сельского поселения «Улюнское».

## География
Расположен у подножия Баргузинского хребта на правобережье Баргузина, у протоки Улюнчик, при впадении в неё реки Улюн, в 32 км к северо-востоку от районного центра, села Баргузин, на Баргузинском тракте.

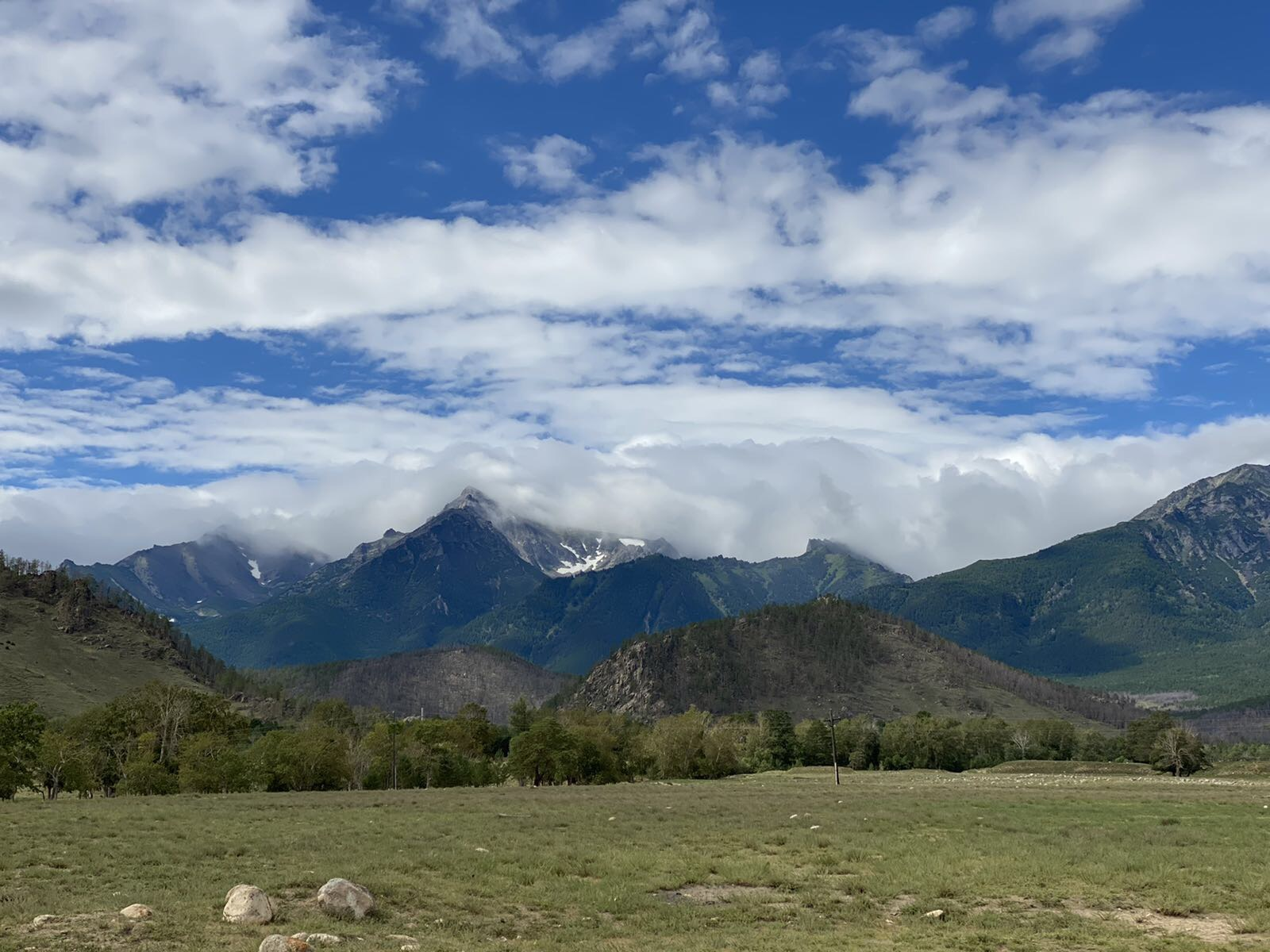
Местность возле улуса Улюн. Баргузинский хребет.

## Название
В переводе с эвенкийского слово Улюн означает «долина с большой рекой».

## История
В улусе находится одна из старейших бурятских школ — построена в 1844 году. Основателем учебного заведения был известный бурятский просветитель Сахар Хамнаев.

## Население
| 2002 | 2010  |
| ---- | ----- |
| 1319 | ↘1061 |

## Инфраструктура
Администрация сельского поселения, средняя общеобразовательная школа, детский сад, Дом культуры, фельдшерско-акушерский пункт, почтовое отделение.

## Известные люди
- Будаев, Батор Будажапович — российский бурятский оперный певец, народный артист Бурятии, заслуженный артист России, солист Бурятского академического театра оперы и балета имени Г. Ц. Цыдынжапова[5].
- Гершевич, Матвей Матвеевич — российский бурятский политический деятель, Председатель Народного Хурала Республики Бурятия с 11 декабря 2007 года — по 23 апреля 2015 года (IV и V созывы).